# Giovanni Colombo
Giovanni Umberto Colombo (Caronno Pertusella, 6 de desembre de 1902 – Milà, 20 de maig de 1992) va ser un cardenal i arquebisbe catòlic italià.

## Biografia
Nascut a Caronno Pertusella, a la província de Varese (Llombardia) el 6 de desembre de 1902, fill d'Enrico Colombo, encarregat a una fàbrica, i Luigia Millefanti, teixidora i costurera. Va ser batejat el 8 de desembre a l'església de Santa Margherita.

### Formació i ministeri sacerdotal
Quan era jove, va ingressar al seminari gimnasial de San Pietro Martire a Seveso; després passà al seminari de l'escola secundària de Monza, per continuar els seus estudis de teologia a la seu del seminari a Corso Venezia de Milà, que es remunta als temps de Carles Borromeu (segle XVI).
El 26 de maig de 1923 va rebre la tonsura, el 22 de desembre de 1923, els primers ordes menors i el 19 de març de 1924 els segons ordes menors. El 28 de juny de 1925 va ser ordenat sotsdiaca, l'1 de novembre de 1925, diaca i el 29 de maig de 1926 prevere a la catedral de Milà, pel cardenal Eugenio Tosi.
Es va llicenciar en teologia el 1926, immediatament després de la seva ordenació sacerdotal, i es va graduar en literatura el 1932 per la Universitat Catòlica del Sagrat Cor.
El cardenal Alfredo Ildefonso Schuster el va nomenar rector de l'Escola Superior del seminari a una nova seu, situada a Venegono Inferiore, el 1939, i el Rector Major dels seminaris milanesos el 1953.

### Ministeri episcopal i cardenalat

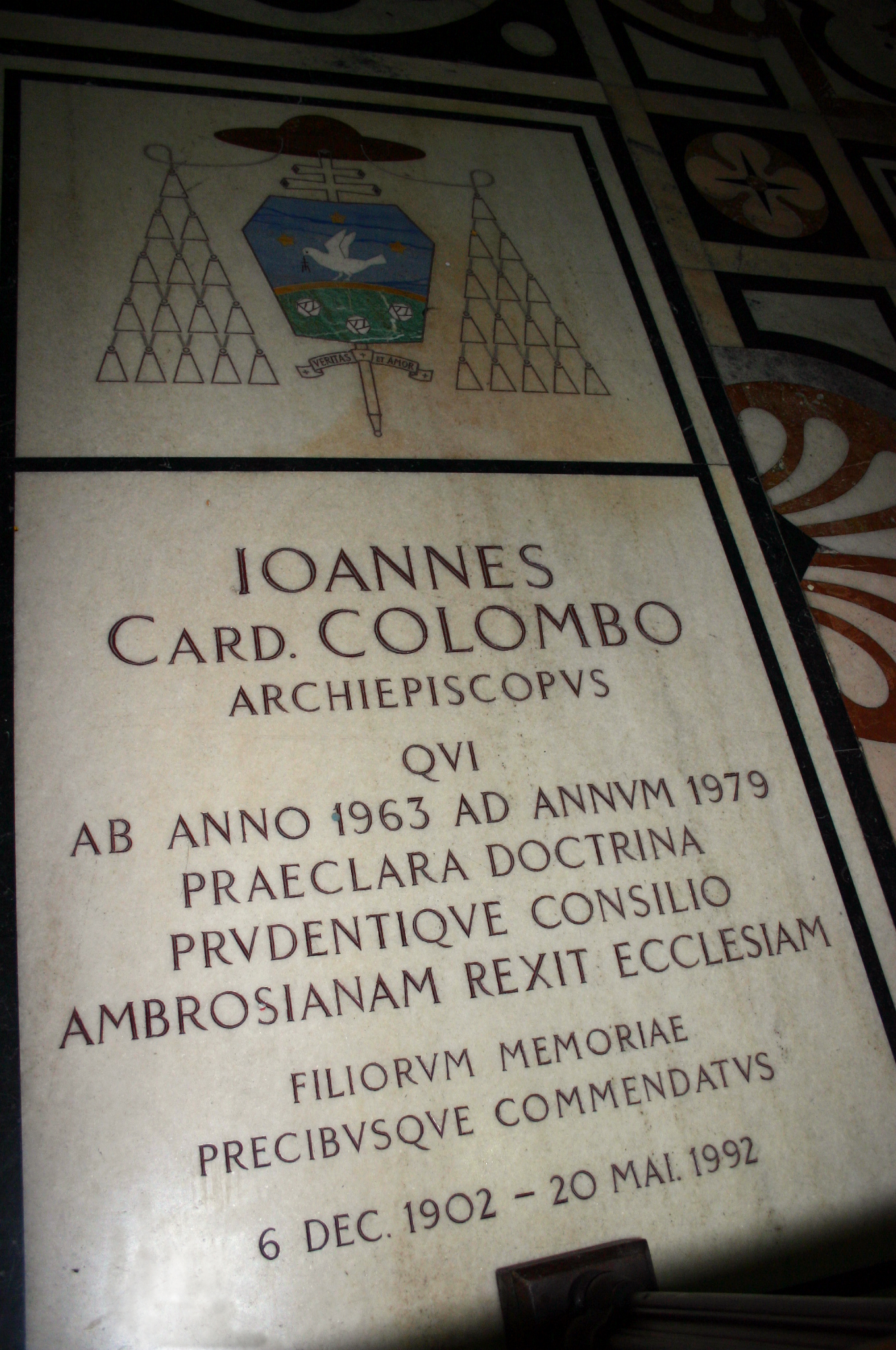
La tomba del cardenal Colombo a la catedral de Milà.

El 25 d'octubre 1960 el Papa Joan XXIII el va nomenar bisbe auxiliar de Milà i bisbe titular de Filippopoli d'Aràbia; rebent l'ordenació episcopal el 7 de desembre, a la basílica de Sant Ambròs a Milà de mans del cardenal Giovanni Battista Montini (més tard Papa Paul VI), sent els coconsacrants l'arquebisbe Anacleto Cazzaniga i el bisbe Giuseppe Schiavini.
Formà part de la comissió preparatòria del Vaticà II pels seminaris i universitats d'estudis. Va ser un pare conciliar, primer com a bisbe auxiliar i després com a arquebisbe.
El 10 d'agost de 1963, el Papa Pau VI (elegit papa el 21 de juny del mateix any) el nomenà arquebisbe metropolità de Milà; esdevenint el seu successor a la seu dels sants Ambròsi Carles. El 20 d'octubre, va prendre possessió de l'arxidiòcesi a la catedral de Milà.
El 22 de febrer de 1965, el mateix pontífex el va crear cardenal prevere, amb el títol cardenalici dels Santi Silvestro e Martino ai Monti.
Al final del Concili Vaticà II, a fi d'aplicar-lo convocà el 46è sínode diocesà, que s'estengué de 1966 a 1972. L'arxidiòcesi de Milà encara es pot dir que avui es caracteritza per les decisions d'aquest sínode: conservant, tot i que reformant-lo, el ritu ambrosià; reorganitzant l'arxidiòcesi en àrees pastorals i deanàries, suprimint la tradició centenària de les esglésies parroquials de Milà; establint el consell presbiterià diocesà i el consell pastoral diocesà; proposant al començament de l'any pastoral un programa comú per a tota l'arxidiòcesi: d'aquí veuen les cartes pastorals promulgades cada any el 8 de setembre, la festa de la Nativitat de Maria, a la qual es dedica la catedral de Milà. Els seus discursos a la ciutat també van entrar a la tradició, celebrats en vigílies de la solemnitat de Sant Ambròs a la basílica homònima. Durant el seu episcopat va consagrar 157 noves esglésies.
Va participar en el conclave d'agost de 1978, on s'elegí a Joan Pau I, i, el mateix any, al celebrat a l'octubre, que finalitzà amb l'elecció de Joan Pau II. En aquest últim conclave s'ha indicat repetidament que es trobava entre els favorits per a l'elecció.
El 29 de desembre de 1979, el Papa Joan Pau II va acceptar la seva renúncia, presentada en assolir el límit d'edat; sent succeït per Carlo Maria Martini.
Va morir a Milà el 20 de maig de 1992, al seminari de Corso Venezia, que s'havia reestructurat i convertit en casa de retir. El cadàver del cardenal se situa posteriorment en una tomba en el passadís dret de la catedral de Milà, just davant de l'altar que conté les restes del beat cardenal Alfredo Ildefonso Schuster.
Iniciador de diverses obres socials a la diòcesi, entre altres coses, va fundar la Universitat de la Tercera Edat juntament amb el prof. Elio Baldoni i amb la col·laboració de Mons. Giovanni Saldarini, llavors arquebisbe de Torí i cardenal.

## Obres
- Letteratura e Cristianesimo, Milano, Jaca Book, 2008 (a cura di Inos Biffi)